# Przytarnia
Przytarnia (dodatkowa nazwa w j. kaszub. Przëtarniô) niem. Wildau– wieś kaszubska w Polsce położona w województwie pomorskim, w powiecie kościerskim, w gminie Karsin, na południowym brzegu Jeziora Wdzydzkiego i na obrzeżach Wdzydzkiego Parku Krajobrazowego.
W latach 1975–1998 miejscowość administracyjnie należała do województwa gdańskiego.

## Części wsi
| SIMC    | Nazwa                  | Rodzaj    |
| ------- | ---------------------- | --------- |
| 1061469 | Przytarnia-Wybudowanie | część wsi |
| 0162719 | Robaczkowo             | osada     |

## Nazwy źródłowe wsi
niem. Wildau (od 1876), Przytarnia (do 1875)

## Zabytki
Według rejestru zabytków NID na listę zabytków wpisany jest zespół ruralistyczny wsi, nr rej.: 981 z 17.11.1986.

## Znani mieszkańcy
- Bolesław Domański (ksiądz katolicki, działacz Związku Polaków w Niemczech)
- Józef Ludwik Bruski - lekarz, gawędziarz kaszubski, współzałożyciel Zespołu Pieśni i Tańca Kaszuby[9]